# 源禾路

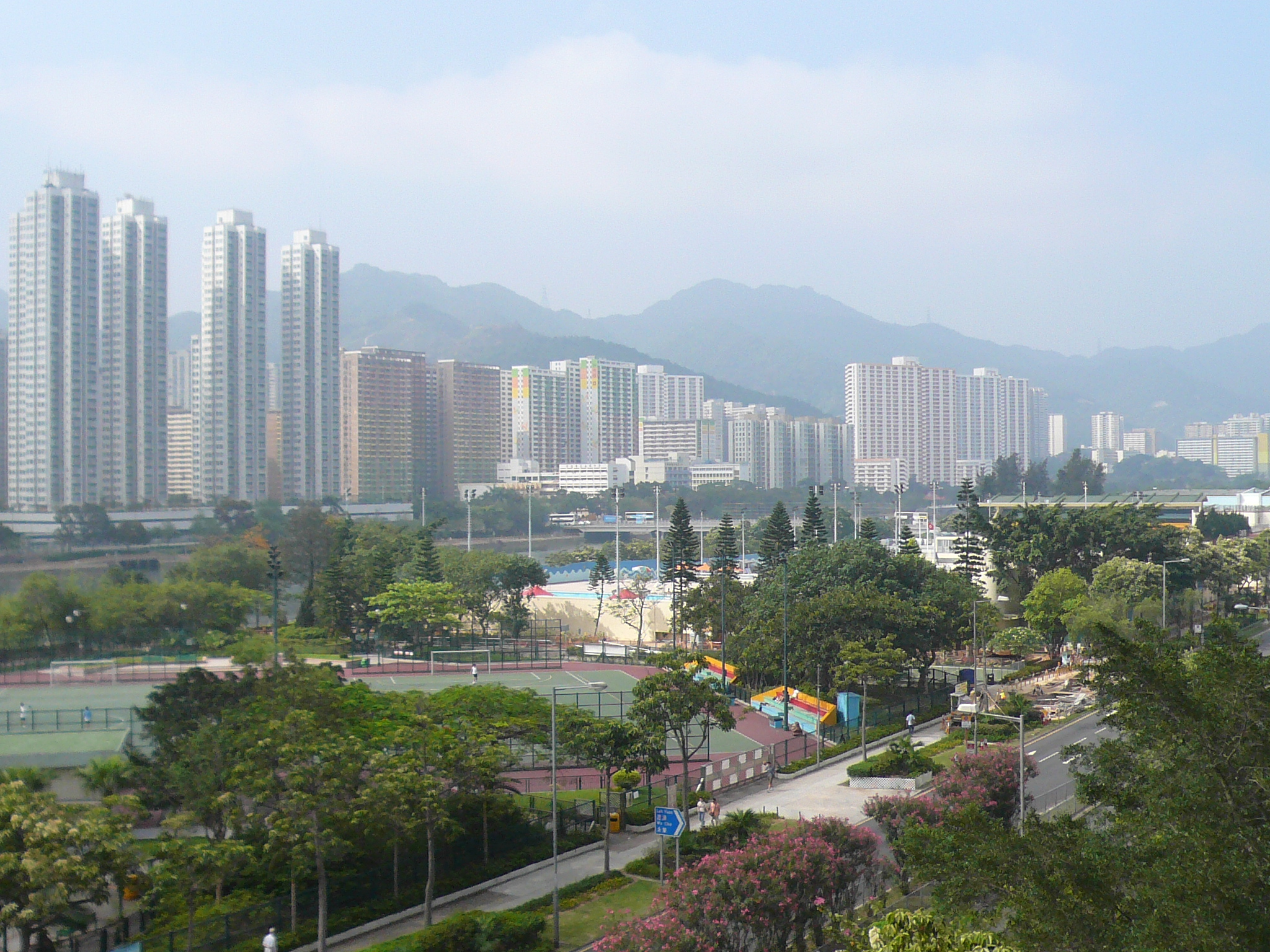
遠眺源禾路

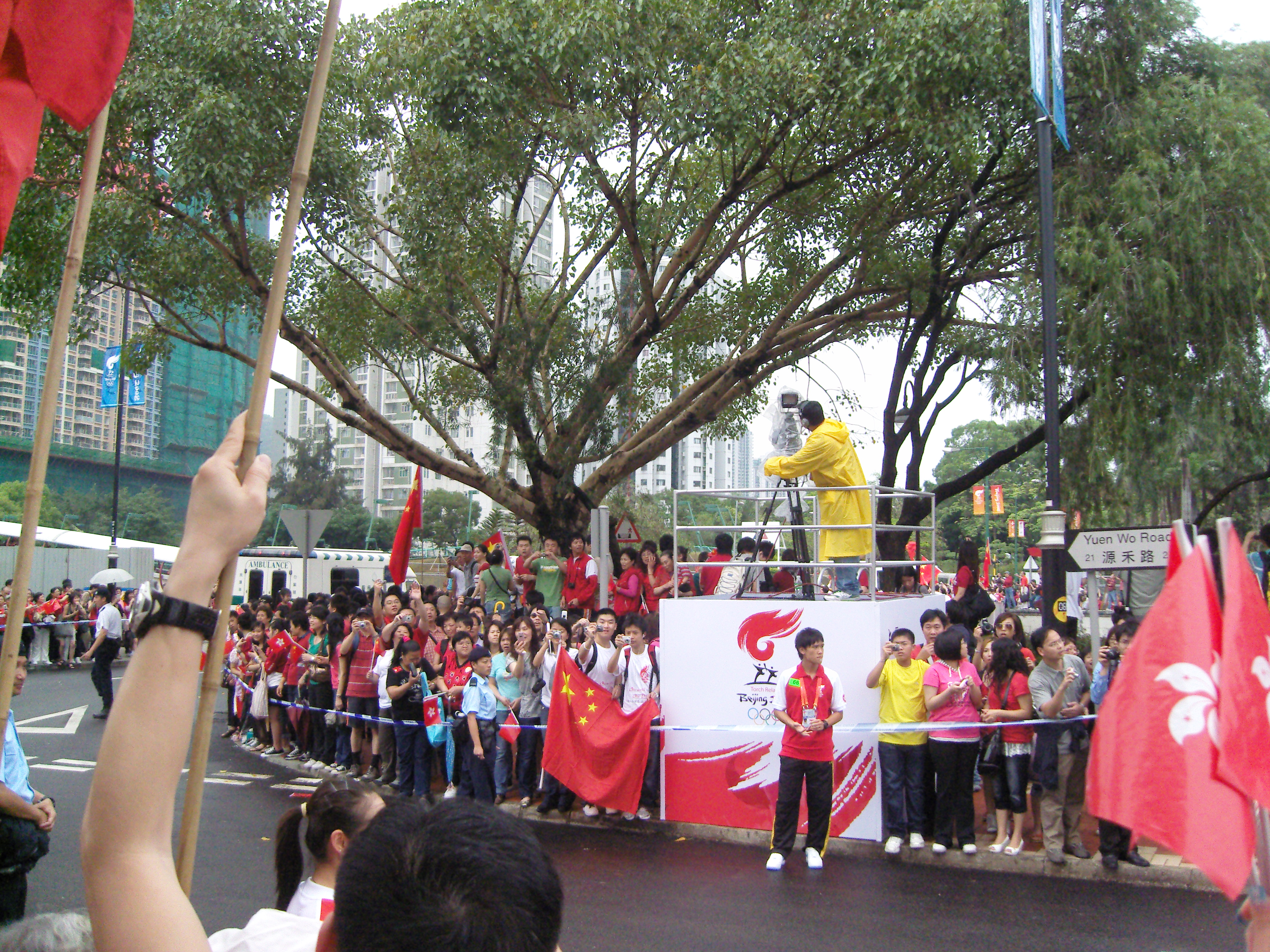
源禾路聖火傳遞

源禾路（英語：Yuen Wo Road）是香港新界沙田區的一條道路，為城門河西岸的主要公路，與東岸的大涌橋路相對。道路南起沙田大會堂，沿城門河下游，北至火炭渠一帶，全長約1.5公里。道路因連接瀝源（今沙田市中心）及禾燎坑而得名。道路的前身為部分的沙田繞道，連接大埔公路。
為紀念香港協辦2008年夏季奧林匹克運動會馬術比賽，源禾路的行人路段將永久鋪上奧馬圖標設計的地磚。

## 重大意外
2020年11月11日，源禾路和沙田鄉事會路交界發生嚴重車禍，一輛寶馬私家車懷疑衝燈高速撞向一輛電單車，現場地面留有大灘血迹，電單車司機死亡。

## 交匯道路
- 担杆莆街
- 橫壆街
- 沙田鄉事會路
- 禾輋街
- 德厚街
- 火炭路
- 沙田路

## 沿線建築物
- 沙田大會堂
- 沙田中心
- 沙田公園
- 沙燕橋
- 源禾路體育館
- 瀝源健康院
- 沙田娛樂城
- 瀝源邨
- 沙田賽馬會公眾游泳池
- 源禾遊樂場
- 沙田運動場
- 禾輋邨
- 禾輋廣場
- 翠榕橋
- 錦龍橋（沙田路）
- 香港專業教育學院沙田分校
- 沙田消防局
- 香港體育學院